# Guerra Anglo-Turca (1807–1809)
A Guerra Anglo-Turca foi um conflito que fez parte das Guerras Napoleônicas, durando assim entre 1807 e 1809.
No verão de 1806, durante a terceira coligação (da Grã-Bretanha, Rússia, Prússia, Suécia), o embaixador de Napoleão Geral Contagem Sebastiani conseguiu convencer o Porte de cancelar todos os privilégios especiais concedidos para a Rússia em 1805 e para abrir os estreitos turcos (Dardanelos) exclusivamente aos navios de guerra franceses. Em troca, Napoleão prometeu ajudar o Sultão suprimir uma rebelião na Sérvia e para recuperar territórios perdidos otomanos. Quando o exército russo marchou para a Moldávia e Valáquia, em 1806, os otomanos declararam guerra à Rússia.
Durante a operação de Dardanelos, em setembro de 1806, a Grã-Bretanha pressionou sultão Selim III para expulsar Sebastiani, declarar guerra à França, ceder os principados do Danúbio para a Rússia, e entregar a frota otomana, em conjunto com os fortes sobre os Dardanelos, para a Marinha Real. Após a rejeição do ultimato, um esquadrão britânico, comandado pelo Vice-almirante Sir John Thomas Duckworth de Selim, entrou no Dardanelos em 19 de Fevereiro de 1807 e destruiu uma força naval otomano no mar de Mármara, e ancorado em frente Constantinopla. Mas os turcos erguido baterias potentes e reforçaram as suas fortificações com a ajuda do general Sebastiani e engenheiros franceses. Os navios de guerra britânicos foram alvejados com canhões e Duckworth foi forçado a navegar de volta para o Mediterrâneo, em 3 de março de 1807.
Em 16 de março de 1807, 5000 soldados britânicos embarcou na expedição Alexandria de 1807 e ocuparam Alexandria em agosto, embora quediva Maomé Ali derrotou pesadamente e obrigou-os a evacuar cinco meses mais tarde, após um curto cerco; No entanto, a Turquia teve um pouco de apoio militar da França na guerra com a Rússia. Napoleão não conseguiu garantir o cumprimento da Rússia com o acordo de armistício de 1807. Portanto, em 5 de Janeiro de 1809, o governo otomano concluiu o Tratado dos Dardanelos com a Grã-Bretanha (estando agora em guerra com a França e a Rússia).